# Tetrastemma duboisi
Tetrastemma duboisi är en djurart som tillhör fylumet slemmaskar, och som beskrevs av Heinrich Bürger 1893. Tetrastemma duboisi ingår i släktet Tetrastemma och familjen Tetrastemmatidae. Inga underarter finns listade i Catalogue of Life.